# 170-es busz (Budapest)
A budapesti 170-es jelzésű autóbusz Újpest-központ és Rákospalota, Csömöri-patak között közlekedik. A vonalat az ArrivaBus üzemelteti.

## Története
1985. november 1-je és 1993. június 30-a között Rákospalota, Compack Vállalat és MEDIMPEX között közlekedett 170-es jelzésű autóbusz.
2008. szeptember 6-án a 170-es jelzése 170-es lett és új megállóhelyeket is kapott.
2015. február 7-étől hétköznap késő este és hétvégén nem közlekedik. Helyette a 270-es busz közlekedik, amely a Víztorony és Rákospalota, Kossuth utca között eltérő útvonalon, Rákospalota-Újpest vasútállomás érintésével közlekedik, pótolva a 12-es villamost is.
2016. február 1-jétől a Görgey Artúr út felújításának befejezésével a 170-es busz ismét jár hétvégén, de hétköznapokon, valamint hétvégén kora reggel és késő este továbbra is a 270-es busz közlekedik helyette.

## Útvonala
| Rákospalota, Csömöri-patak felé |
| Újpest-központ M vá. – Árpád út – István út – Petőfi utca – Kassai utca – Árpád út – felüljáró – Hubay Jenő tér – Bácska utca – Fő út – Csobogós utca – Közvágóhíd utca – Kovácsi Kálmán tér – Károlyi Sándor út – Székely Elek út – Harsányi Kálmán utca – Rákospalota, Csömöri-patak vá. |
| Újpest-központ felé |
| Rákospalota, Csömöri-patak vá. – Harsányi Kálmán utca – Visonta utca – Kanizsai Dorottya utca – Székely Elek út – Károlyi Sándor út – Kovácsi Kálmán tér – Közvágóhíd utca – Csobogós utca – Fő út – Bácska utca – Hubay Jenő tér – felüljáró – Árpád út – Újpest-központ M vá.            |

## Megállóhelyei
Az átszállási kapcsolatok között a 270-es busz nincsen feltüntetve, mert a 170-es busz a 270-es busz üzemidején kívül közlekedik.
| 0  | Újpest-központ M végállomás                          | 18 | 25, 30, 30A, 104, 104A, 120, 147, 196, 196A, 204, 220, 230 12, 14 308, 309, 310, 313, 314, 315, 316, 317, 318, 319, 320, 321 |
| 2  | Erzsébet utca                                        | 16 | 25, 104, 104A, 120, 204, 220                                                                                                 |
| 4  | Árpád üzletház                                       | 15 | 20E, 25, 104, 104A, 196, 196A, 204, 220                                                                                      |
| 5  | Árpád Kórház                                         | 14 | 25, 104, 104A, 196, 196A, 204 308, 309, 310, 313, 314, 315, 316, 318, 319, 320, 321                                          |
| 6  | Víztorony                                            | 13 | 25, 104, 104A, 121, 196, 196A, 204                                                                                           |
| 8  | Hubay Jenő tér                                       | 11 | 25, 96, 104, 104A, 124, 125, 196, 196A, 204, 225, 296, 296A                                                                  |
| 8  | Széchenyi tér                                        | 9  | 104, 104A, 125, 204, 231, 231B 308, 309, 310, 313, 314, 315, 316, 317, 318, 319, 320, 321                                    |
| 10 | Rákospalota, Kossuth utca                            | 8  | 5, 104, 104A, 125, 204, 231, 231B 12                                                                                         |
| 10 | Mogyoród útja (↓) Csobogós utca (↑)                  | 8  | 125 |
| 11 | Közvágóhíd tér                                       | 6  | 124, 125 |
| 13 | Kovácsi Kálmán tér                                   | 5  | 124, 125, 225 |
| 14 | Árokhát út                                           | 4  | 125, 225 S71 (Rákospalota-Kertváros)                                                                                         |
| 15 | Székely Elek út (↓) Rákospalota, Székely Elek út (↑) | 4  | 125, 225 |
| 16 | Kanizsai Dorottya utca (↓) Bútorraktár (↑)           | 2  | |
| ∫  | Kanizsai Dorottya utca                               | 1  | |
| 17 | Visonta utca                                         | 0  | |
| 19 | Rákospalota, Csömöri-patak végállomás                | 0  | |